# Aartsbisdom Cosenza-Bisignano

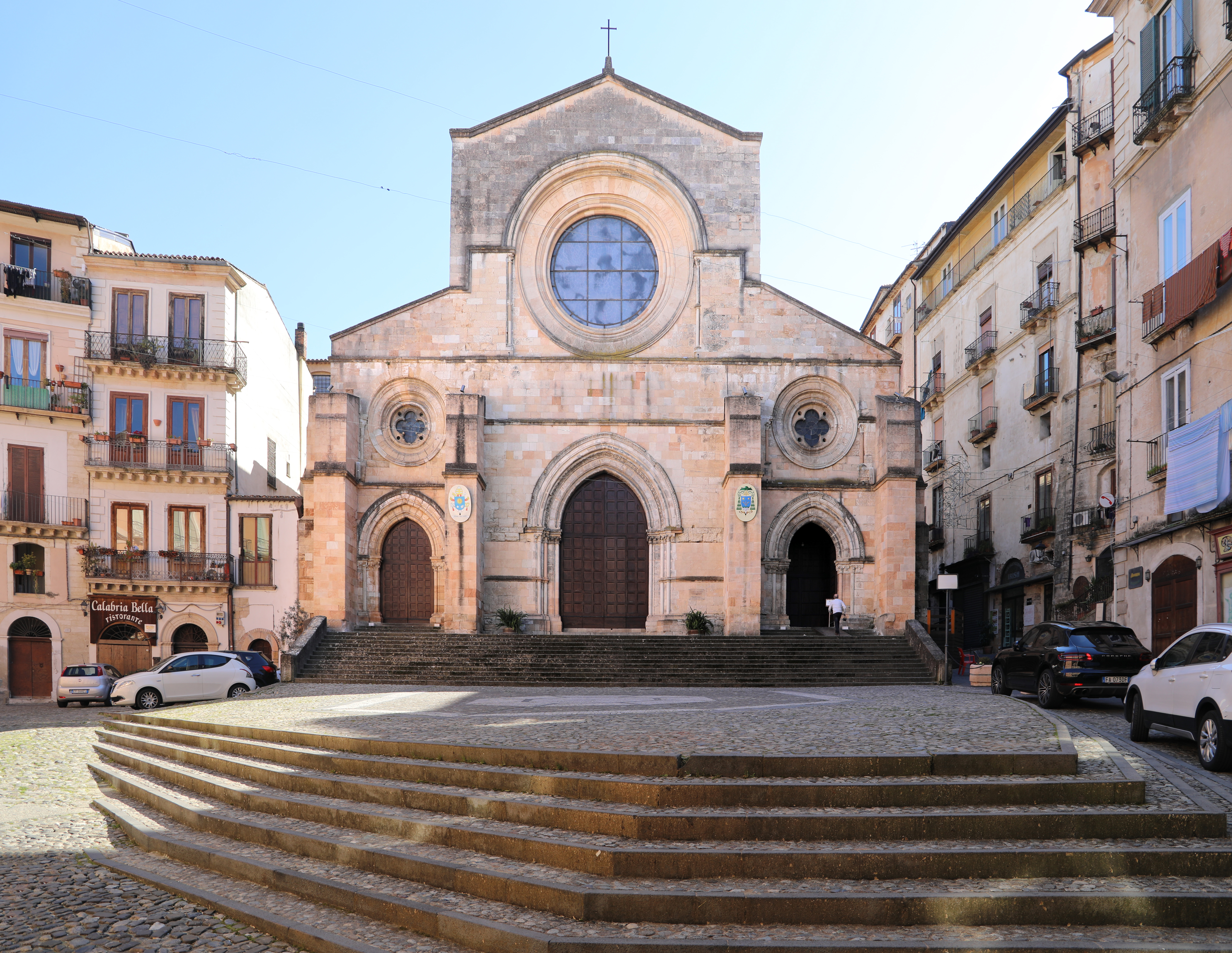
Kathedraal van Cosenza

Het aartsbisdom Cosenza-Bisignano (Latijn: archidioecesis Cosentina-Bisinianensis; Italiaans: Arcidiocesi di Cosenza-Bisignano) is een in Italië gelegen rooms-katholiek aartsbisdom met zetel in de stad Cosenza. De aartsbisschop van Cosenza-Bisignano is metropoliet van de kerkprovincie Cosenza-Bisignano, waartoe ook de volgende suffragane bisdommen behoren:
- Aartsbisdom Rossano-Cariati
- Bisdom Cassano all'Jonio
- Bisdom San Marco Argentano-Scalea

## Geschiedenis
Het bisdom Cosenza werd opgericht in de 7e eeuw. In 1150 werd het tot aartsbisdom verheven. Op 4 april 1979 werd het bisdom San Marco Argentano en Bisignano gesplitst, waarbij Bisignano met Cosenza werd samengevoegd en San Marco Argentano met het bisdom Scalea. Tot 30 september 1986 was de naam van het aartsbisdom Cosenza en Bisignano. Daarna werd het Cosenza-Bisignano.
Op 30 januari 2001 verhief paus Johannes Paulus II het aartsbisdom tot metropool en werden de bovengenoemde bisdommen suffragaan aan Cosenza-Bisignano.

## Aartsbisschoppen van Cosenza-Bisignano
- 1971–1979: Enea Selis
- 1980–1998: Dino Trabalzini
- 1998–2004: Giuseppe Agostino
- 2004–2015: Salvatore Nunnari
- 2015-heden: Francescantonio Nolè